# Butterberg (Bischofswerda)
Der Butterberg ist der 384,1 m ü. NHN hohe Hausberg von Bischofswerda in der Oberlausitz im sächsischen Landkreis Bautzen.

## Lage

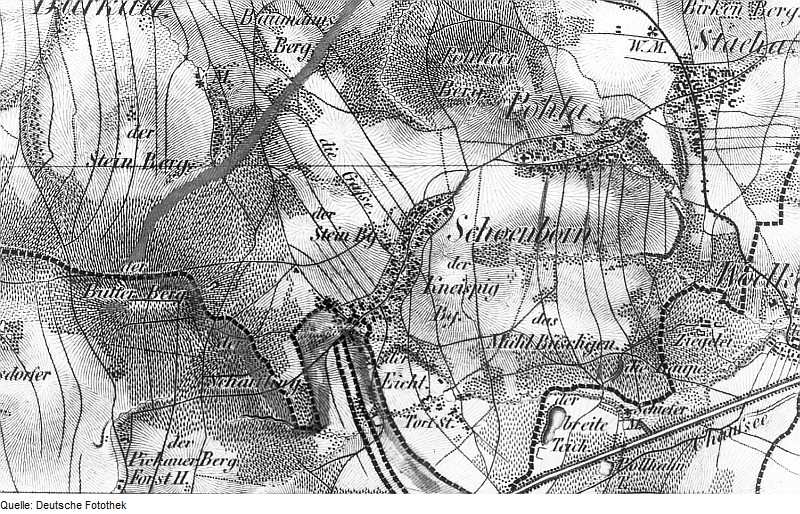
Butterberg und Schärfling

Er liegt etwa drei Kilometer nördlich des Zentrums der Stadt. Im Osten liegt ihr Ortsteil Schönbrunn, im Norden flankiert Burkau den Butterberg, im Westen grenzt er an Rammenau und den Burkauer Berg. Fünfhundert Meter südöstlich liegt der benachbarte 369,7 m ü. NHN hohe Scherflingsberg (Schärfling). Nach Geißmannsdorf flacht der Berg allmählich ab, während er nach Burkau steil abfällt.

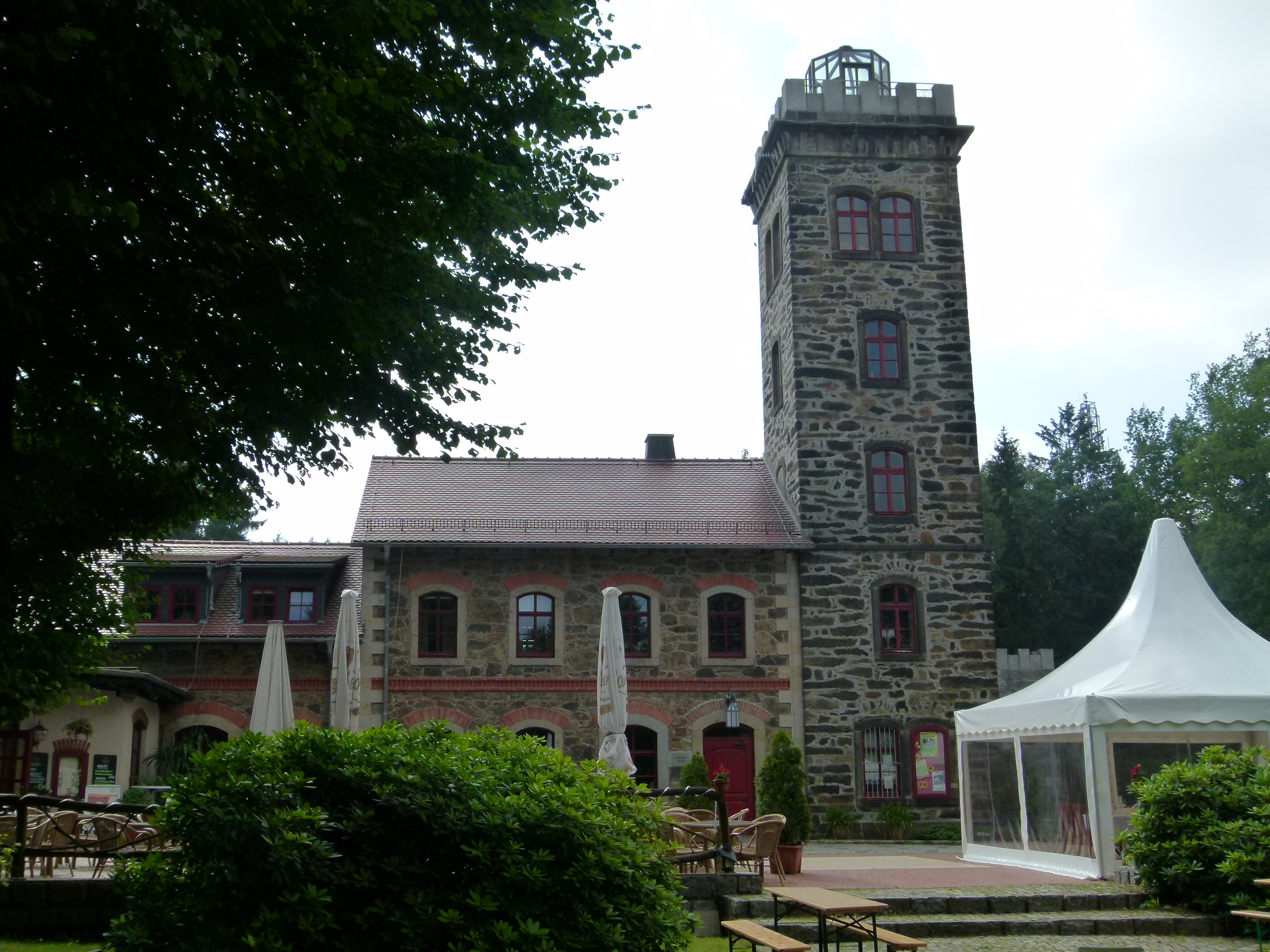
Bergrestaurant mit Aussichtsturm

Auf dem Gipfel des Butterberges befindet sich ein Berggasthof, der im Jahre 1860 samt einundzwanzig Meter hohem Aussichtsturm eröffnet wurde.
Zwei Wanderwege berühren sich auf dem Butterberg. Der Lausitzer Landweg wurde 1912 angelegt. Er verläuft vom Kamenzer Hutberg bis zum Hochwald im Zittauer Gebirge. Bereits seit 1911 besteht der Nördliche Kammweg, der am Keulenberg bei Oberlichtenau beginnt und bis zur Landeskrone bei Görlitz führt. Der Kammweg wird hier auch „Diebssteig“ genannt und wird vom Feme- oder Lynchgerichtsweg, der von Burkau kommt, gekreuzt. Unweit dieser Kreuzung steht ein Steinkreuz mit eingeritztem Dolch. Der Sage nach soll hier ein Hans Ziegenbalg aus Burkau seinen Taufpaten erschlagen haben. Nach anderen Überlieferungen kennzeichnet der Stein die Bischofswerdaer Richtstätte oder die Grenze zwischen früherem Meißner und Oberlausitzer Gebiet.

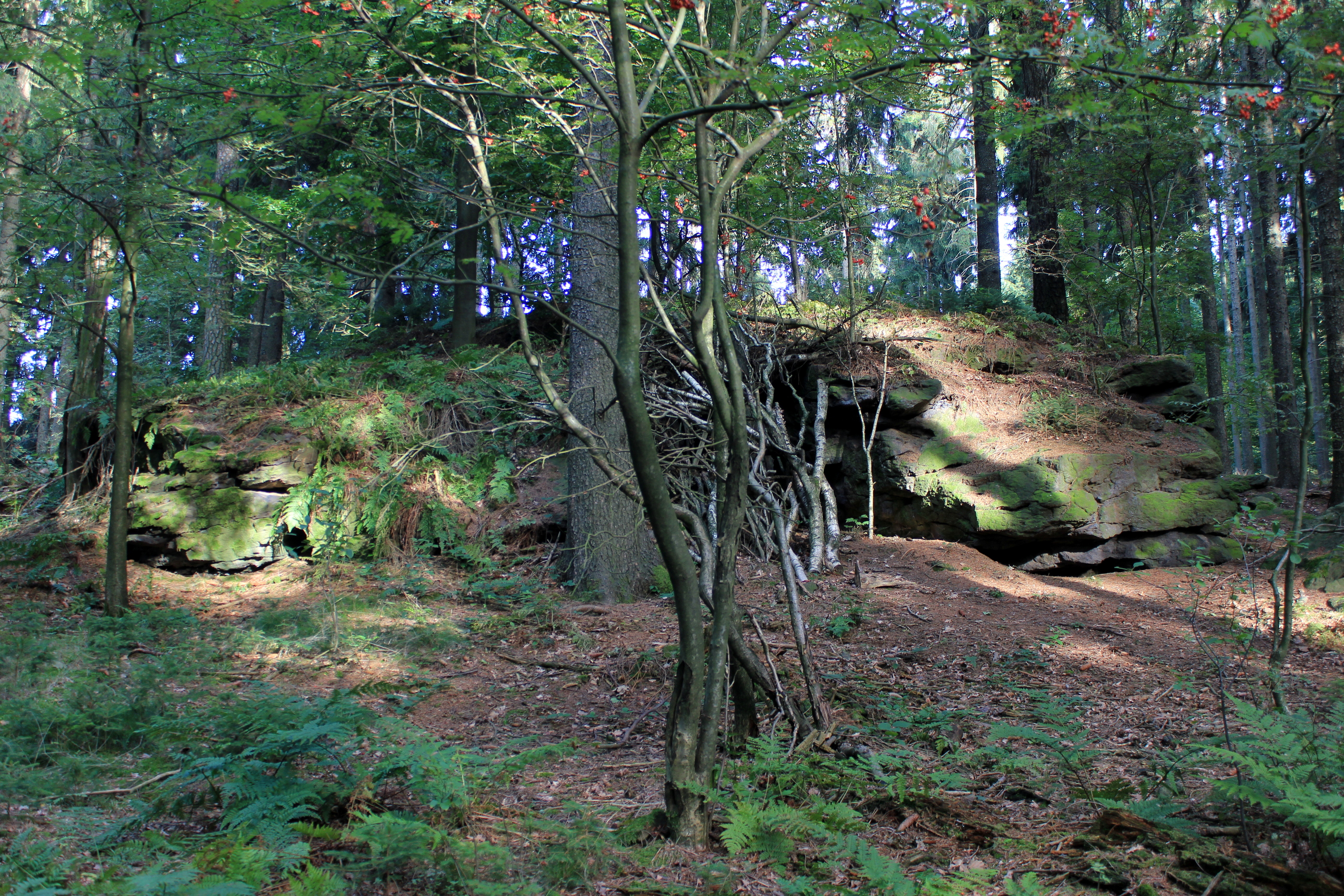
Die „Katzensteine“

Zwei Felsgruppen ragen etwa dreihundert Meter nordwestlich der Berggaststätte in 350 bis 370 Meter ü. NN aus dem Hang heraus. Die Katzensteine genannten Felsen bestehen aus Zweiglimmergranodiorit und sind dreieinhalb Meter hoch und zwanzig Meter lang. In der Nähe sind Grenzsteine erhalten, einer von ihnen stammt aus dem Jahr 1773 und zeigt zwei wie im Wappen der Stadt gekreuzte bischöfliche Krummstäbe.
An der östlichen Flanke des Berges liegt eine weitere Bergwirtschaft, die Jagdbaude.

## Geschichte
1544 erwarb die Stadt Bischofswerda den Butterberg von den Rittergutsbesitzern auf Pickau, den Brüdern von Bolberitz.  Von Juli 1868 bis etwa 1890 wurde der 21 Meter hohe Turm als Station 51 im Rahmen der Königlich-Sächsischen Triangulirung für die Landesvermessung genutzt.

## Namensherkunft
Die Namensherkunft wird in den folgenden zwei Berichten dargelegt:
Einer Sage nach soll der Berg den Namen „Butterberg“ während einer großen Pestepidemie bekommen haben. Am stärksten wütete die Pest in Bischofswerda und Umgebung zwischen den Jahren 1577 und 1586, als sechshundert der tausend Einwohner der Stadt starben. Die Bewohner der umliegenden Dörfer wagten es nicht, die Stadt zu betreten. Daher brachte man Getreide, Mehl, Eier, Milch und Butter auf den Berg, wo sie die Bischofswerdaer Einwohner abholten. Damit Händler und Käufer nicht in enge Berührung kamen, wurden Wassergefäße aufgestellt, in die das Geld für die gekaufte Butter geworfen werden musste. Um sich vor der ansteckenden Pest zu schützen, wuschen die Händler das Geld mit Besen. Die Waren wurden den Käufern aus der Stadt von weitem mit Krücken zugeschoben.
Der Chronist Karl Wilhelm Mittag führt den Namen auf einen sorbischen Ursprung zurück. Der Name soll sich vom Sonnengott „Jutrow“ herleiten. Aus dem „Jutrowberg“ hätten die Sorben später „Butrow-“ und die Deutschen „Butterberg“ gemacht.

## Hydrologie
Der Butterberg bildet einen Teil der Wasserscheide zwischen den rechten Elbnebenflüssen Wesenitz und Schwarze Elster. Nach Westen entwässert er über das Kreuzwasser (und die Gruna) sowie nach Süden über den Hustegraben zur Wesenitz. Nach Norden fließt das Klosterwasser sowie nach Osten das Silberwasser (über das Schwarzwasser) zur Schwarzen Elster hin.